# Xocoapa, Guerrero
Xocoapa är en ort i Mexiko.   Den ligger i kommunen Tlacoapa och delstaten Guerrero, i den sydöstra delen av landet, 250 km söder om huvudstaden Mexico City. Xocoapa ligger 1 349 meter över havet och antalet invånare är 374.
Terrängen runt Xocoapa är huvudsakligen kuperad, men västerut är den bergig. Runt Xocoapa är det ganska glesbefolkat, med 42 invånare per kvadratkilometer. Närmaste större samhälle är Malinaltepec, 11,6 km öster om Xocoapa. I omgivningarna runt Xocoapa växer huvudsakligen savannskog.